# شيلي باترسون
شيلي باترسون (بالإنجليزية: Shelley Patterson)‏ هي لاعبة كرة سلة أمريكية سابقة أصبحت مدربة مساعدة. تدرب مينيسوتا لينكس في دوري الاتحاد الوطني لكرة السلة النسائية. فازت بلقب دوري المحترفات. من الفرق التي دربتها هيوستن كومتز، إنديانا فيفر، فينيكس ميركوري وسياتل ستورم.